# Adja Arrete Ndiaye
Adja Arrete Ndiaye (* 26. Februar 1984) ist eine senegalesische Sprinterin und Hürdenläuferin, die sich auf den 100-Meter-Hürdenlauf spezialisiert hat.

## Sportliche Laufbahn
Erste internationale Erfahrungen sammelte Adja Arrete Ndiaye bei den Jugendweltmeisterschaften 2001 in Debrecen, bei denen sie im 400-Meter-Lauf disqualifiziert wurde und mit der senegalesischen Sprintstaffel (1000 Meter) in 2:25,40 min im Vorlauf ausschied. Im Jahr darauf gelangte sie bei den Juniorenweltmeisterschaften in Kingston mit der 4-mal-400-Meter-Staffel bis in das Finale, ging dort aber nicht erneut an den Start. Zudem wurde sie mit der 4-mal-100-Meter-Staffel disqualifiziert. 2008 nahm sie im Hürdensprint erstmals an den Afrikameisterschaften in Addis Abeba teil und belegte in 14,08 s den fünften Platz. Im Jahr darauf schied sie bei der Sommer-Universiade in Belgrad mit 13,80 s in der ersten Runde aus und wurde bei den Spielen der Frankophonie in Beirut in 13,89 s Siebte. Zwei Jahre später erreichte sie bei den Afrikaspielen in Maputo in 14,54 s Rang acht.
2012 schied sie bei den Afrikameisterschaften in Porto-Novo mit 14,64 s im Vorlauf aus und zwei Jahre später wurde sie bei den Afrikameisterschaften in Marrakesch in 13,60 s im Finale Sechste und kam mit der 4-mal-100-Meter-Staffel nicht ins Ziel. 2018 belegte sie bei den Afrikameisterschaften in Asaba in 14,63 s den siebten Platz und mit der Staffel in 47,73 s den sechsten Platz.
2009 wurde Ndiaye senegalesische Meisterin im 100-Meter-Lauf.

## Persönliche Bestzeiten
- 100 Meter: 11,91 s, 27. Juni 2009 in Dakar
- 100 m Hürden: 13,38 s (+1,7 m/s), 7. Juni 2013 in Bonneuil-sur-Marne